# Charles Carroll of Carrollton
Charles Carroll of Carrollton (Annapolis, 1737. szeptember 19. – Baltimore, 1832. november 14.) az Amerikai Egyesült Államok szenátora (Maryland, 1789–1792). nevét Carroll megye őrzi.